# Championnats du monde Xterra 2009
Navigation
Édition précédente Édition suivante
Les championnats du monde Xterra 2009, organisé par la Team Unlimited depuis 1986, se sont déroulés le 25 octobre à Maui dans l'État d'Hawaï. Les triathlètes se sont affrontés lors d'une épreuve sur distance M, comprenant 1500 mètres de natation, 30 km de vélo tout terrain (VTT) et 10 km de course à pied hors route.

## Résultats
Les tableaux présentent les « Top 10 » hommes et femmes des championnats du monde. 
| Position           | Triathlète           | Pays           | Temps           |
| ------------------ | -------------------- | -------------- | --------------- |
| Médaille d'or      | Eneko Llanos         | Espagne        | 2 h 37 min 22 s |
| Médaille d'argent  | Nicolas Lebrun       | France         | 2 h 38 min 17 s |
| Médaille de bronze | Michael Weiss        | Autriche       | 2 h 40 min 24 s |
| 4                  | Olivier Marceau      | Suisse         | 2 h 41 min 6 s  |
| 5                  | Conrad Stoltz        | Afrique du Sud | 2 h 41 min 40 s |
| 6                  | Franky Batelier      | France         | 2 h 42 min 15 s |
| 7                  | Felix Schumann       | Allemagne      | 2 h 42 min 57 s |
| 8                  | Seth Wealing         | États-Unis     | 2 h 43 min 58 s |
| 9                  | Josiah Middaugh      | États-Unis     | 2 h 44 min 14 s |
| 10                 | Nicolas Pfitzenmaier | Allemagne      | 2 h 44 min 31 s |

| Position           | Triathlète           | Pays        | Temps           |
| ------------------ | -------------------- | ----------- | --------------- |
| Médaille d'or      | Julie Dibens         | Royaume-Uni | 2 h 56 min 42 s |
| Médaille d'argent  | Lesley Paterson      | Écosse      | 3 h 4 min 16 s  |
| Médaille de bronze | Mélanie McQuaid      | Canada      | 3 h 5 min 46 s  |
| 4                  | Carina Wasle         | Autriche    | 3 h 7 min 23 s  |
| 5                  | Shonny Vanlandingham | États-Unis  | 3 h 8 min 0 s   |
| 6                  | Marion Lorblanchet   | France      | 3 h 13 min 15 s |
| 7                  | Danelle Kabush       | Canada      | 3 h 13 min 50 s |
| 8                  | Christine Jeffrey    | Canada      | 3 h 15 min 1 s  |
| 9                  | Sara Tarkington      | États-Unis  | 3 h 15 min 56 s |
| 10                 | Rebecca Dussault     | États-Unis  | 3 h 17 min 22 s |